# Memphis aulica
Espèce
Memphis aulica est une espèce d'insectes lépidoptères (papillons) de la famille des Nymphalidae, de la sous-famille des Charaxinae et du genre Memphis.

## Dénomination
Memphis aulica a été décrit par Julius Röber en 1916 sous le nom initial de Anaea aulica.

### Nom vernaculaire
Memphis aulica se nomme Aulica Leafwing en anglais.

## Description
Memphis aulica est un papillon aux ailes antérieures à bord costal bossu, bord externe concave, angle interne en crochet et bord interne concave. Chaque aile postérieure porte ou non une queue.
Le dessus est bleu métallisé ou bleu vert métallisé avec les ailes antérieures barrées d'une large bande bleu marine presque noire.
Le revers est marron à reflets métallisés et simule une feuille morte.

## Écologie et distribution
Memphis aulica est présent au Costa Rica et à Panama.

### Protection
Pas de statut de protection particulier.